# Castanet-Tolosan
Castanet-Tolosan ist eine südfranzösische Gemeinde mit 15.264 Einwohnern (Stand: 1. Januar 2022) in der Region Midi-Pyrénées und im Département Haute-Garonne. Die Gemeinde liegt im Arrondissement Toulouse und ist der Hauptort (chef-lieu) des Kantons Castanet-Tolosan. Die Einwohner heißen Castanéennes.

## Geographie
Die Gemeinde liegt rund zwölf Kilometer südöstlich von Toulouse am Canal du Midi und der früheren Route nationale 113 (heute: Departementstraße 813) von Toulouse nach Carcassonne. Umgeben wird Castanet-Tolosan von den Nachbargemeinden Auzeville-Tolosane im Norden, Labège im Nordosten, Escalquens im Osten, Pompertuzat im Süden und Südwesten, Péchabou im Süden, Rebigue im Südwesten und Mervilla im Westen.

## Bevölkerungsentwicklung
| 1962                      | 1968 | 1975 | 1982 | 1990 | 1999   | 2006   | 2011   | 2017   | 2019   |
| ------------------------- | ---- | ---- | ---- | ---- | ------ | ------ | ------ | ------ | ------ |
| 1544                      | 1847 | 2996 | 4668 | 7697 | 10.250 | 10.329 | 11.090 | 13.529 | 14.213 |
| Quelle: Cassini und INSEE |      |      |      |      |        |        |        |        |        |

## Gemeindepartnerschaften
Castanet-Tolosan verbindet mit den nachfolgenden Gemeinden eine Partnerschaft:
- Argyroupoli, Attika, Griechenland, seit 1990
- Cocorăștii Mislii, Kreis Prahova, Rumänien, seit 1995
- Santa Lucia di Piave, Provinz Treviso, Italien, seit 2005

## Sehenswürdigkeiten
- Fünfeckiger Turm des ehemaligen Franziskanerklosters
- Château de Rabaudy aus dem 13. Jahrhundert
- Kirche Saint-Gervais-et-Saint-Protais

Siehe auch: Liste der Monuments historiques in Castanet-Tolosan